# Immigration Tower
La Immigration Tower (en chino, 入境事務大樓) es un rascacielos situado en Wan Chai, Hong Kong, China. Fue completado en 1990 y tiene 49 plantas y 181 metros de altura. Es el 110.º edificio más alto de Hong Kong y alberga oficinas del gobierno, principalmente las del Departamento de Inmigración, que da nombre al edificio.

## Diseño
Immigration Tower forma parte de un complejo de tres torres que contiene oficinas del gobierno y rodea el Gloucester Road Garden. Las otras dos torres son la Wanchai Tower y la Revenue Tower. Estos edificios fueron diseñados por el Departamento de Servicios Arquitectónicos.
El edificio tiene un sky lobby en la planta 38 para facilitar el transporte vertical. Además, está conectado a la Estación de Wan Chai del Metro de Hong Kong mediante una larga pasarela, y por esto hay entradas y vestíbulos tanto en la planta baja como en la primera planta.
El principal ocupante del edificio es el Departamento de Inmigración, y por tanto lo visitan los miembros del público que necesitan este departamento para la emisión de documentos de identidad y cualquier tipo de visado. Por tanto, las plantas más bajas de la torre están servidas por escaleras mecánicas que transportar la alta clientela de los servicios que se sitúan allí. Por otro lado, el Departamento de Inmigración tiene un almacén restringido que contiene una colección de volúmenes que se remonta a 1873 y que registra con detalle los nacimientos y fallecimientos producidos a lo largo del tiempo. El registro de matrimonios más antiguo es de 1945, ya que los volúmenes anteriores se perdieron durante la ocupación japonesa en la Segunda Guerra Mundial. El departamento también tiene un pequeño calabozo en la planta 13.
Hay un gran anuncio de Philips en la azotea, hacia Kowloon, promocionado en 2007 como el mayor panel led de Hong Kong.

## Historia

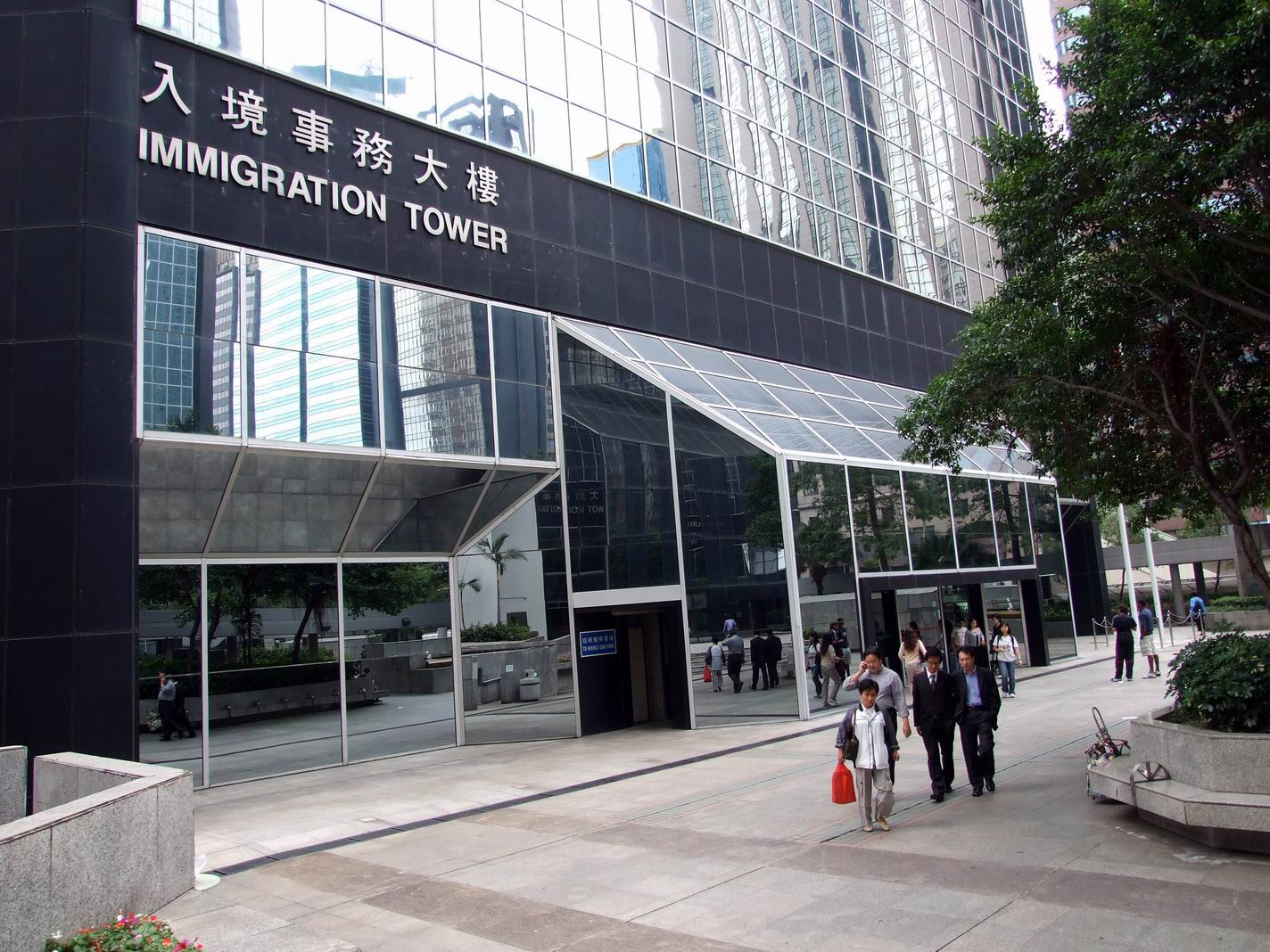
La entrada de la planta baja.

La Immigration Tower abrió sus puertas el 22 de enero de 1990. Se construyó en el marco de un gran proyecto del gobierno en una parcela de 18 500 m² situada en Wan Chai. Esta torre se llamó originalmente Wanchai Tower II (en chino tradicional, 灣仔政府綜合大樓第二座), al igual que la vecina Wanchai Tower. Del mismo modo, la Revenue Tower era conocida originalmente como Wanchai Tower III. Además de las oficinas del gobierno, el proyecto también incluía un jardín y una estación de bomberos. En 1989, se esperaba que la construcción de la Immigration Tower supusiera un ahorro anual de 46,8 millones de HK$ en alquileres para el gobierno. El Departamento de Inmigración ocupaba previamente trece plantas de la Mirror Tower en Tsim Sha Tsui. El nombre chino de Immigration Tower se cambió de 人民入境事務大樓 a 入境事務大樓 cuando lo hizo el nombre chino del Departamento de Inmigración, tras la transferencia de soberanía del Reino Unido a China en 1997.

### Roturas del muro cortina
La fachada de muro cortina de cristal ha sufrido varias roturas durante tiempo inclemente. Perdió unos cuarenta o cincuenta paneles de vidrio en un monzón en 1994. Durante el tifón York de 1999, se rompieron más de cuatrocientos panes de vidrio en la torre y su gemela, la Revenue Tower. Tras este incidente, el Departamento de Servicios Arquitectónicos defendió los estándares de diseño y mantenimiento de los edificios del gobierno, afirmando que las pruebas de viento del muro cortina de las dos torres se realizaron debidamente en Florida, que los muros cortina satisfacían los requisitos de carga del viento de las ordenanzas de edificación, y que fue un incidente aislado causado por el tifón más fuerte que había azotado Hong Kong en dieciséis años.

### Fiebre de pasaportes de 1996
A principios de 1996, cientos de miles de hongkoneses que aún no tenían pasaporte británico se dirigieron a la Immigration Tower para solicitar la ciudadanía de territorio británico de ultramar para conseguir posteriormente un pasaporte británico de ultramar. El plazo para la naturalización británica era hasta la medianoche del domingo 30 de marzo de 1996. Más de setecientos funcionarios de inmigración trabajaron durante todo el último fin de semana, veinticuatro horas al día, procesando tres mil solicitudes por hora. Las masivas colas empeoraron por el endurecimiento de la postura de China hacia Hong Kong, con Pekín anunciando que desmantelaría las instituciones democráticas de Hong Kong tras la transferencia de soberanía, así como los recientes lanzamientos de misiles chinos cerca de Taiwán, que Pekín admitió pretendían perjudicar las elecciones presidenciales de Taiwán de 1996. Muchos hongkoneses quisieron conseguir el pasaporte británico como manera de seguro contra la creciente incertidumbre sobre el futuro de Hong Kong. El Departamento de Inmigración anunció que se permitiría cursar la solicitud a cualquiera que llegara a la cola antes de la medianoche del domingo. Esa noche, serpenteaba una cola de unas sesenta mil personas desde Immigration Tower hasta el Campo de Deportes de Wan Chai, que alquiló el gobierno para alojar a la multitud. Se desataron numerosas peleas en las colas.

### Incendio accidental de 2000
La torre sufrió un incendio accidental en marzo de 2000, que se desató en una sala de transformadores de la planta baja y duró dos horas, extendiendo el humo hasta la planta 39 e hiriendo a una persona.

### Incendio provocado de 2000
En torno al cambio de milenio, los alrededores de la torre fueron ocupados de manera continua por activistas de China continental que exigían derecho de residencia en Hong Kong. A las 2:00 p. m. del 2 de agosto de 2000, algunas de personas, que tenían el visado caducado, solicitaron a los funcionarios de inmigración que les concedieran documentos de identidad de Hong Kong en el acto. Los funcionarios se negaron basándose en la ley, y les dijeron que lo solicitaran por escrito. Sin embargo, los manifestantes se negaron a abandonar el lugar, realizando una sentada hasta la hora de cierre, las 6:00 p. m., cuando los trabajadores intentaron desalojar a los manifestantes, que respondieron rociando diluyente muy inflamable alrededor de la planta trece y prendiéndole fuego con mecheros. Una enorme bola de fuego envolvió la abarrotada habitación 1301 y se extendió hacia el pasillo, donde había más personas. Unas cincuenta personas, incluidos funcionarios y manifestantes, resultaron heridas en el incendio resultante, hasta que fue extinguido por el sistema de rociadores del edificio.
Durante los días siguientes murieron dos personas. El oficial de inmigración Leung Kam-kwong murió en el hospital tras sufrir quemaduras en el 65 por ciento de su cuerpo. El 11 de agosto murió un manifestante de 26 años de edad.
Las acciones de los manifestantes fueron condenadas con firmeza en Hong Kong. El Jefe Ejecutivo Tung Chee Hwa expresó su indignación y afirmó que este «comportamiento brutal e irracional» era «totalmente inaceptable», y elogió la «profesionalidad y valentía» del funcionario asesinado Leung Kam-kwong. La Secretaria de Seguridad Regina Ip estaba «conmocionada y enojada por este acto violento e irracional» y dijo que el incidente no presionaría al gobierno para acceder a las peticiones de sus autores. El Director de Inmigración Ambrose Lee afirmó que el mismo grupo de manifestantes habían hecho las mismas peticiones a su departamento numerosas veces  y que «les hemos dicho cada vez que no les podemos ayudar y que deben respetar la ley» y que «lo sentía mucho y estaba muy triste por el personal». El presidente del Partido Liberal James Tien pidió al gobierno que repatriara a todos los que tenían el visado caducado.
En 2002 fueron sentenciados a prisión siete de los pirómanos. El cabecilla, Shi Junlong, fue sentenciado a cadena perpetua por dos delitos de asesinato y un cargo de incendio provocado, mientras que seis cómplices fueron condenados a doce o trece años por dos cargos de homicidio y un delito de incendio provocado cada uno. Tras la sentencia, Shi Junlong no mostró ningún remordimiento y afirmó que el delito fue «una tragedia creada por el Departamento de Inmigración». Tras recurrir, los pirómanos consiguieron un nuevo juicio, en el que obtuvieron una drástica reducción de las penas por declararse culpables de los delitos menores de dos cargos de homicidio por negligencia grave. El cargo de incendio provocado fue obviado a cambio de su declaración de culpabilidad. Shi Junlong fue liberado de la cárcel en 2005 y extraditado a China continental. En 2013, consiguió el derecho de residencia en Hong Kong mediante los canales legales ante la atención de los medios y la indignación del público.
El 12 de septiembre de 2000, el Jefe Ejecutivo ordenó, siguiendo la recomendación del consejo ejecutivo, que el funcionario Leung recibiera entierro permanente en Gallant Garden. Alentado por las circunstancias de la muerte de Leung, el gobierno añadió una cláusula de exención a la política de exhumación de seis años en cementerios públicos aplicable a las personas que murieron en un «acto de valentía excepcional». Leung fue por tanto el primer funcionario público enterrado permanentemente en Gallant Garden.

## Futuro
El Secretario Financiero John Tsang anunció en 2008 que el gobierno estudiaría la viabilidad de trasladar los departamentos situados en la Immigration Tower, Revenue Tower y Wanchai Tower a Kai Tak y Tseung Kwan O New Town para permitir un uso privado de los valiosos terrenos de Gloucester Road. Los peritos estimaron que la parcela podía alcanzar 20 000 millones de HK$ si era subastada por el gobierno. Este plan cosechó algunas críticas por trasladar los servicios del gobierno a zonas menos céntricas y consideradas menos cómodas. Una zona de Po Yap Road en Tseung Kwan O, llamada Area 67, se zonificó originalmente para albergar oficinas del gobierno.
En 2014 se comunicó que el Departamento de Inmigración se trasladaría efectivamente a Tseung Kwan O. En ese momento los terrenos de Gloucester Road estaban valorados en 30 000 dólares.
El traslado de los tres edificios de Wan Chai afecta a 29 departamentos del gobierno, 175 000 metros cuadrados de superficie y más de diez mil trabajadores. El traslado se realizará en fases a varias ubicaciones diferentes. Aproximadamente un quinto de las nuevas West Kowloon Government Offices, cuya construcción empezó en 2015, recibirá algunas de las oficinas trasladadas de Wan Chai.